# 슈퍼주니어의 어느 멋진 날
《슈퍼주니어의 어느 멋진 날》은 2014년 12월 31일 MBC MUSIC에서 방송 된 슈퍼주니어의 리얼 버라이어티 프로그램이다.